# クリティクス・チョイス・ムービー・アワード 若手俳優賞
クリティクス・チョイス・ムービー・アワード 若手俳優賞（Critics' Choice Movie Award for Best Young Performer）は、クリティクス・チョイス・アソシエーションの賞の一つ。

## 受賞結果

### 子役賞
| 年   | 俳優                           | 作品                | 役名               | 出典  |
| ---- | ------------------------------ | ------------------- | ------------------ | ----- |
| 1996 | ジョナサン・リプニッキ         | ザ・エージェント    | レイ・ボイド       | [ 1 ] |
| 1997 | ジャーニー・スモレット＝ベル   | プレイヤー/死の祈り | イヴ・バティスタ   | [ 2 ] |
| 1998 | イアン・マイケル・スミス       | サイモン・バーチ    | サイモン・バーチ   | [ 3 ] |
| 1999 | ハーレイ・ジョエル・オスメント | シックス・センス    | コール・シアー     | [ 4 ] |
| 2000 | ジェイミー・ベル               | リトル・ダンサー    | ビリー・エリオット | [ 5 ] |

### 若手男優賞
| 年   | 俳優                             | 作品                                          | 役名                                        | 出典  |
| ---- | -------------------------------- | --------------------------------------------- | ------------------------------------------- | ----- |
| 2004 | フレディ・ハイモア               | ネバーランド                                  | ピーター・ルウェリン・デイヴィス            | [ 6 ] |
| 2004 | リアム・エイケン                 | レモニー・スニケットの世にも不幸せな物語      | クラウス・ボードレール                      | [ 6 ] |
| 2004 | キャメロン・ブライト             | 記憶の棘                                      | ショーン                                    | [ 6 ] |
| 2004 | ダニエル・ラドクリフ             | ハリー・ポッターとアズカバンの囚人            | ハリー・ポッター                            | [ 6 ] |
| 2004 | ウィリアム・ウルリッチ           | ビヨンド the シー 夢見るように歌えば          | 少年時代のボビー                            | [ 6 ] |
| 2005 | フレディ・ハイモア               | チャーリーとチョコレート工場                  | チャーリー・バケット                        | [ 7 ] |
| 2005 | アレックス・エテル               | ミリオンズ                                    | ダミアン                                    | [ 7 ] |
| 2005 | ジェシー・アイゼンバーグ         | イカとクジラ                                  | ウォルト・バークマン                        | [ 7 ] |
| 2005 | オーウェン・クライン             | イカとクジラ                                  | フランク・バークマン                        | [ 7 ] |
| 2005 | ダニエル・ラドクリフ             | ハリー・ポッターと炎のゴブレット              | ハリー・ポッター                            | [ 7 ] |
| 2006 | ポール・ダノ                     | リトル・ミス・サンシャイン                    | ドウェーン・フーヴァー                      | [ 8 ] |
| 2006 | キャメロン・ブライト             | サンキュー・スモーキング                      | ジョーイ・ネイラー                          | [ 8 ] |
| 2006 | ジョセフ・クロス                 | ハサミを持って突っ走る                        | オーガステン・バロウズ                      | [ 8 ] |
| 2006 | フレディ・ハイモア               | プロヴァンスの贈りもの                        | 少年時代のマックス                          | [ 8 ] |
| 2006 | ジェイデン・スミス               | 幸せのちから                                  | クリストファー                              | [ 8 ] |
| 2007 | アフマド・ハーン・マフムードザダ | 君のためなら千回でも                          | 少年時代のハッサン                          | [ 9 ] |
| 2007 | マイケル・セラ                   | JUNO/ジュノ                                   | ポーリー・ブリーカー                        | [ 9 ] |
| 2007 | マイケル・セラ                   | スーパーバッド 童貞ウォーズ                   | エヴァン                                    | [ 9 ] |
| 2007 | フレディ・ハイモア               | 奇跡のシンフォニー                            | エヴァン・テイラー / "オーガスト・ラッシュ" | [ 9 ] |
| 2007 | エド・サンダース                 | スウィーニー・トッド フリート街の悪魔の理髪師 | トビー                                      | [ 9 ] |

### 若手女優賞
| 年   | 女優                       | 作品                                     | 役名                         | 出典  |
| ---- | -------------------------- | ---------------------------------------- | ---------------------------- | ----- |
| 2004 | エミー・ロッサム           | オペラ座の怪人                           | クリスティーヌ               | [ 6 ] |
| 2004 | エミリー・ブラウニング     | レモニー・スニケットの世にも不幸せな物語 | ヴァイオレット・ボードレール | [ 6 ] |
| 2004 | ダコタ・ファニング         | マイ・ボディガード                       | ルピタ・ラモス               | [ 6 ] |
| 2004 | リンジー・ローハン         | ミーン・ガールズ                         | ケイディ・ヘロン             | [ 6 ] |
| 2004 | エマ・ワトソン             | ハリー・ポッターとアズカバンの囚人       | ハーマイオニー・グレンジャー | [ 6 ] |
| 2005 | ダコタ・ファニング         | 宇宙戦争                                 | レイチェル・フェリア         | [ 7 ] |
| 2005 | フローラ・クロス           | 綴り字のシーズン                         | イライザ・ナウマン           | [ 7 ] |
| 2005 | ジョージー・ヘンリー       | ナルニア国物語/第1章: ライオンと魔女     | ルーシー・ペペンシー         | [ 7 ] |
| 2005 | クオリアンカ・キルヒャー   | ニュー・ワールド                         | ポカホンタス                 | [ 7 ] |
| 2005 | エマ・ワトソン             | ハリー・ポッターと炎のゴブレット         | ハーマイオニー・グレンジャー | [ 7 ] |
| 2006 | アビゲイル・ブレスリン     | リトル・ミス・サンシャイン               | オリーヴ・フーヴァー         | [ 8 ] |
| 2006 | イバナ・バケロ             | パンズ・ラビリンス                       | オフェリア                   | [ 8 ] |
| 2006 | シャリーカ・エップス       | ハーフネルソン                           | ドレイ                       | [ 8 ] |
| 2006 | ダコタ・ファニング         | シャーロットのおくりもの                 | ファーン・エラブル           | [ 8 ] |
| 2006 | キキ・パーマー             | ドリームズ・カム・トゥルー               | アキーラ・アンダーソン       | [ 8 ] |
| 2007 | ニッキー・ブロンスキー     | ヘアスプレー                             | トレイシー・ターンブラッド   | [ 9 ] |
| 2007 | ダコタ・ブルー・リチャーズ | ライラの冒険 黄金の羅針盤                | ライラ・ベラクア             | [ 9 ] |
| 2007 | アナソフィア・ロブ         | テラビシアにかける橋                     | レスリー・バーク             | [ 9 ] |
| 2007 | シアーシャ・ローナン       | つぐない                                 | 13歳のブライオニー・タリス   | [ 9 ] |

### 若手俳優賞

#### 2000年代
| 年   | 女優                           | 作品                                  | 役名                             | 出典   |
| ---- | ------------------------------ | ------------------------------------- | -------------------------------- | ------ |
| 2001 | ダコタ・ファニング             | アイ・アム・サム                      | ルーシー・ダイアモンド・ドーソン | [ 10 ] |
| 2001 | ハーレイ・ジョエル・オスメント | A.I.                                  | デイビッド                       | [ 10 ] |
| 2001 | ダニエル・ラドクリフ           | ハリー・ポッターと賢者の石            | ハリー・ポッター                 | [ 10 ] |
| 2002 | キーラン・カルキン             | 17歳の処方箋                          | イグビー・スローカム             | [ 11 ] |
| 2002 | タイラー・ホークリン           | ロード・トゥ・パーディション          | マイケル・サリヴァン・Jr         | [ 11 ] |
| 2002 | ニコラス・ホルト               | アバウト・ア・ボーイ                  | マーカス                         | [ 11 ] |
| 2003 | ケイシャ・キャッスル＝ヒューズ | クジラの島の少女                      | パイケア・アピラナ               | [ 12 ] |
| 2003 | エマ・ボルジャー               | イン・アメリカ/三つの小さな願いごと   | アリエル・サリヴァン             | [ 12 ] |
| 2003 | サラ・ボルジャー               | イン・アメリカ/三つの小さな願いごと   | クリスティ・サリヴァン           | [ 12 ] |
| 2003 | エヴァン・レイチェル・ウッド   | サーティーン あの頃欲しかった愛のこと | トレイシー・フリーランド         | [ 12 ] |
| 2008 | デーヴ・パテール               | スラムドッグ$ミリオネア               | ジャマール・マリク               | [ 13 ] |
| 2008 | ダコタ・ファニング             | リリィ、はちみつ色の秘密              | リリィ・オーウェンズ             | [ 13 ] |
| 2008 | ダフィット・クロス             | 愛を読むひと                          | 少年時代のマイケル               | [ 13 ] |
| 2008 | ブランドン・ウォルターズ       | オーストラリア                        | ナラ                             | [ 13 ] |
| 2009 | シアーシャ・ローナン           | ラブリーボーン                        | スージー・サーモン               | [ 14 ] |
| 2009 | ジェイ・ヘッド                 | しあわせの隠れ場所                    | S・J・テューイ                   | [ 14 ] |
| 2009 | ベイリー・マディソン           | マイ・ブラザー                        | イザベル・ケイヒル               | [ 14 ] |
| 2009 | マックス・レコーズ             | かいじゅうたちのいるところ            | マックス                         | [ 14 ] |
| 2009 | コディ・スミット＝マクフィー   | ザ・ロード                            | 息子                             | [ 14 ] |

#### 2010年代
| 年   | 女優                             | 作品                                          | 役名                                  | 出典   |
| ---- | -------------------------------- | --------------------------------------------- | ------------------------------------- | ------ |
| 2010 | ヘイリー・スタインフェルド       | トゥルー・グリット                            | マティ・ロス                          | [ 15 ] |
| 2010 | エル・ファニング                 | SOMEWHERE                                     | クレオ                                | [ 15 ] |
| 2010 | ジェニファー・ローレンス         | ウィンターズ・ボーン                          | リー・ドリー                          | [ 15 ] |
| 2010 | クロエ・グレース・モレッツ       | モールス                                      | アビー                                | [ 15 ] |
| 2010 | クロエ・グレース・モレッツ       | キック・アス                                  | ミンディ・マクレイディ / ヒットガール | [ 15 ] |
| 2010 | コディ・スミット＝マクフィー     | モールス                                      | オーウェン                            | [ 15 ] |
| 2011 | トーマス・ホーン                 | ものすごくうるさくて、ありえないほど近い      | オスカー・シェル                      | [ 16 ] |
| 2011 | エイサ・バターフィールド         | ヒューゴの不思議な発明                        | ヒューゴ・カブレ                      | [ 16 ] |
| 2011 | エル・ファニング                 | SUPER8/スーパーエイト                         | アリス・デイナード                    | [ 16 ] |
| 2011 | エズラ・ミラー                   | 少年は残酷な弓を射る                          | ケヴィン・カチャドリアン              | [ 16 ] |
| 2011 | シアーシャ・ローナン             | ハンナ                                        | ハンナ                                | [ 16 ] |
| 2011 | シェイリーン・ウッドリー         | ファミリー・ツリー                            | アレクサンドラ・キング                | [ 16 ] |
| 2012 | クヮヴェンジャネ・ウォレス       | ハッシュパピー 〜バスタブ島の少女〜           | ハッシュパピー                        | [ 17 ] |
| 2012 | エル・ファニング                 | ジンジャーの朝 〜さよなら、わたしが愛した世界 | ジンジャー                            | [ 17 ] |
| 2012 | カーラ・ヘイワード               | ムーンライズ・キングダム                      | スージー・ビショップ                  | [ 17 ] |
| 2012 | トム・ホランド                   | インポッシブル                                | ルーカス                              | [ 17 ] |
| 2012 | ローガン・ラーマン               | ウォールフラワー                              | チャーリー                            | [ 17 ] |
| 2012 | スラージ・シャルマ               | ライフ・オブ・パイ/トラと漂流した227日        | パイ                                  | [ 17 ] |
| 2013 | アデル・エグザルホプロス         | アデル、ブルーは熱い色                        | アデル                                | [ 18 ] |
| 2013 | エイサ・バターフィールド         | エンダーのゲーム                              | エンダー・ウィッギン                  | [ 18 ] |
| 2013 | リアム・ジェームズ               | プールサイド・デイズ                          | ダンカン                              | [ 18 ] |
| 2013 | ソフィー・ネリッセ               | やさしい本泥棒                                | リーゼル・メミンジャー                | [ 18 ] |
| 2013 | タイ・シェリダン                 | MUD -マッド-                                  | エリス                                | [ 18 ] |
| 2014 | エラー・コルトレーン             | 6才のボクが、大人になるまで。                 | メイソン・エヴァンス・ジュニア        | [ 19 ] |
| 2014 | アンセル・エルゴート             | きっと、星のせいじゃない。                    | オーガスタス・ウォルターズ            | [ 19 ] |
| 2014 | マッケンジー・フォイ             | インターステラー                              | 幼少期のマーフ                        | [ 19 ] |
| 2014 | ジェイデン・マーテル             | ヴィンセントが教えてくれたこと                | オリヴァー・ブロンスタイン            | [ 19 ] |
| 2014 | トニー・レヴォロリ               | グランド・ブダペスト・ホテル                  | ゼロ                                  | [ 19 ] |
| 2014 | クヮヴェンジャネ・ウォレス       | ANNIE/アニー                                  | アニー・ベネット                      | [ 19 ] |
| 2014 | ノア・ワイズマン                 | ババドック 暗闇の魔物                         | サミュエル                            | [ 19 ] |
| 2015 | ジェイコブ・トレンブレイ         | ルーム                                        | ジャック                              | [ 20 ] |
| 2015 | エイブラハム・アター             | ビースト・オブ・ノー・ネーション              | アグー                                | [ 20 ] |
| 2015 | RJ・サイラー                     | ぼくとアールと彼女のさよなら                  | アール                                | [ 20 ] |
| 2015 | シャミーク・ムーア               | DOPE/ドープ!!                                 | マルコム                              | [ 20 ] |
| 2015 | マイロ・パーカー                 | Mr.ホームズ 名探偵最後の事件                  | ロジャー・マンロー                    | [ 20 ] |
| 2016 | ルーカス・ヘッジズ               | マンチェスター・バイ・ザ・シー                | パトリック・チャンドラー              | [ 21 ] |
| 2016 | アレックス・R・ヒバート          | ムーンライト                                  | 子供のシャロン / 「リトル」           | [ 21 ] |
| 2016 | ルイス・マクドゥーガル           | 怪物はささやく                                | コナー・オマリー                      | [ 21 ] |
| 2016 | マディナ・ナルワンガ             | 奇跡のチェックメイト クイーン・オブ・カトウェ | フィオナ・ムテシ                      | [ 21 ] |
| 2016 | サニー・パワール                 | LION/ライオン 〜25年目のただいま〜            | 幼少期のサルー・ブライアリー          | [ 21 ] |
| 2016 | ヘイリー・スタインフェルド       | スウィート17モンスター                        | ネイディーン・フランクリン            | [ 21 ] |
| 2017 | ブルックリン・プライス           | フロリダ・プロジェクト 真夏の魔法             | ムーニー                              | [ 22 ] |
| 2017 | マッケナ・グレイス               | gifted/ギフテッド                             | メアリー・アドラー                    | [ 22 ] |
| 2017 | ダフネ・キーン                   | LOGAN/ローガン                                | ローラ / X-23                         | [ 22 ] |
| 2017 | ミリセント・シモンズ             | ワンダーストラック                            | ローズ                                | [ 22 ] |
| 2017 | ジェイコブ・トレンブレイ         | ワンダー 君は太陽                             | オーガスト・プルマン（オギー）        | [ 22 ] |
| 2018 | エルシー・フィッシャー           | エイス・グレード 世界でいちばんクールな私へ   | ケイラ・デイ                          | [ 23 ] |
| 2018 | トーマシン・マッケンジー         | 足跡はかき消して                              | トム                                  | [ 23 ] |
| 2018 | エド・オクセンボールド           | ワイルドライフ                                | ジョー・ブリンソン                    | [ 23 ] |
| 2018 | ミリセント・シモンズ             | クワイエット・プレイス                        | リーガン・アボット                    | [ 23 ] |
| 2018 | アマンドラ・ステンバーグ         | ヘイト・ユー・ギブ                            | スター・カーター                      | [ 23 ] |
| 2018 | サニー・スリッチ                 | mid90s ミッドナインティーズ                   | スティーヴィー                        | [ 23 ] |
| 2019 | ローマン・グリフィン・デイヴィス | ジョジョ・ラビット                            | ヨハネス・"ジョジョ"・ベッツラー      | [ 24 ] |
| 2019 | ジュリア・バターズ               | ワンス・アポン・ア・タイム・イン・ハリウッド  | トルーディ・フレイザー                | [ 24 ] |
| 2019 | シャハディ・ライト・ジョセフ     | アス                                          | ゾーラ・ウィルソン / アンブラ         | [ 24 ] |
| 2019 | ノア・ジュープ                   | ハニーボーイ                                  | 幼少期のオーティス・ロート            | [ 24 ] |
| 2019 | トーマシン・マッケンジー         | ジョジョ・ラビット                            | エルサ・コール                        | [ 24 ] |
| 2019 | アーチー・イェーツ               | ジョジョ・ラビット                            | ヨーキー                              | [ 24 ] |

#### 2020年代
| 年   | 俳優                           | 作品                                      | 役名                              | 出典   |
| ---- | ------------------------------ | ----------------------------------------- | --------------------------------- | ------ |
| 2020 | アラン・キム                   | ミナリ                                    | デビッド                          | [ 25 ] |
| 2020 | ライダー・アレン               | パーマー                                  | サム・バーデット                  | [ 25 ] |
| 2020 | イブラヒム・グエイェ           | これからの人生                            | モモ                              | [ 25 ] |
| 2020 | タリア・ライダー               | 17歳の瞳に映る世界                        | スカイラー                        | [ 25 ] |
| 2020 | カイリン・スプリンガル         | ミッドナイト・スカイ                      | アイリス / 若い頃のサリー         | [ 25 ] |
| 2020 | ヘレナ・ゼンゲル               | この茫漠たる荒野で                        | ジョハンナ・レオンベルガー/シカダ | [ 25 ] |
| 2021 | ジュード・ヒル                 | ベルファスト                              | バディ                            | [ 26 ] |
| 2021 | クーパー・ホフマン             | リコリス・ピザ                            | ゲイリー・ヴァレンタイン          | [ 26 ] |
| 2021 | エミリア・ジョーンズ           | コーダ あいのうた                         | ルビー・ロッシ                    | [ 26 ] |
| 2021 | ウディ・ノーマン               | カモン カモン                             | ジェシー                          | [ 26 ] |
| 2021 | サナイヤ・シドニー             | ドリームプラン                            | ビーナス・ウィリアムズ            | [ 26 ] |
| 2021 | レイチェル・ゼグラー           | ウエスト・サイド・ストーリー              | マリア                            | [ 26 ] |
| 2022 | ガブリエル・ラベル             | フェイブルマンズ                          | サミー・フェイブルマン            | [ 27 ] |
| 2022 | フランキー・コリオ             | aftersun/アフターサン                     | ソフィー・パターソン              | [ 27 ] |
| 2022 | ジャリン・ホール               | ティル                                    | エメット・ティル                  | [ 27 ] |
| 2022 | ベラ・ラムジー                 | 少女バーディ 〜大人への階段〜             | レディ・キャサリン/バーディ       | [ 27 ] |
| 2022 | バンクス・レペタ               | アルマゲドン・タイム ある日々の肖像       | ポール・グラフ                    | [ 27 ] |
| 2022 | セイディー・シンク             | ザ・ホエール                              | エリー                            | [ 27 ] |
| 2023 | ドミニク・セッサ               | ホールドオーバーズ 置いてけぼりのホリディ | アンガス                          | [ 28 ] |
| 2023 | アビー・ライダー・フォートソン | 神さま聞いてる? これが私の生きる道?!      | マーガレット・サイモン            | [ 28 ] |
| 2023 | アリアナ・グリーンブラット     | バービー                                  | サーシャ                          | [ 28 ] |
| 2023 | ケイラ・レーン                 | ウォンカとチョコレート工場のはじまり      | ヌードル                          | [ 28 ] |
| 2023 | ミロ・マシャド・グラネール     | 落下の解剖学                              | ダニエル                          | [ 28 ] |
| 2023 | マデリン・ユナ・ヴォイルズ     | ザ・クリエイター/創造者                   | アルファ-O / アルフィー           | [ 28 ] |
| 2024 | メイジー・ステラ               | マイ・オールド・アス 2人のワタシ          | エリオット                        | [ 29 ] |
| 2024 | アリーラ・ブラウン             | マッドマックス:フュリオサ                 | フュリオサ                        | [ 29 ] |
| 2024 | エリオット・ヘファーナン       | ブリッツ ロンドン大空襲                   | ジョージ                          | [ 29 ] |
| 2024 | アイザック・ワン               | Dìdi                                      | クリス・ワン                      | [ 29 ] |
| 2024 | アリーシャ・ウィアー           | アビゲイル                                | アビゲイル                        | [ 29 ] |
| 2024 | ゾーイ・ジグラー               | Janet Planet                              | レイシー                          | [ 29 ] |